# Mleczaj liliowy

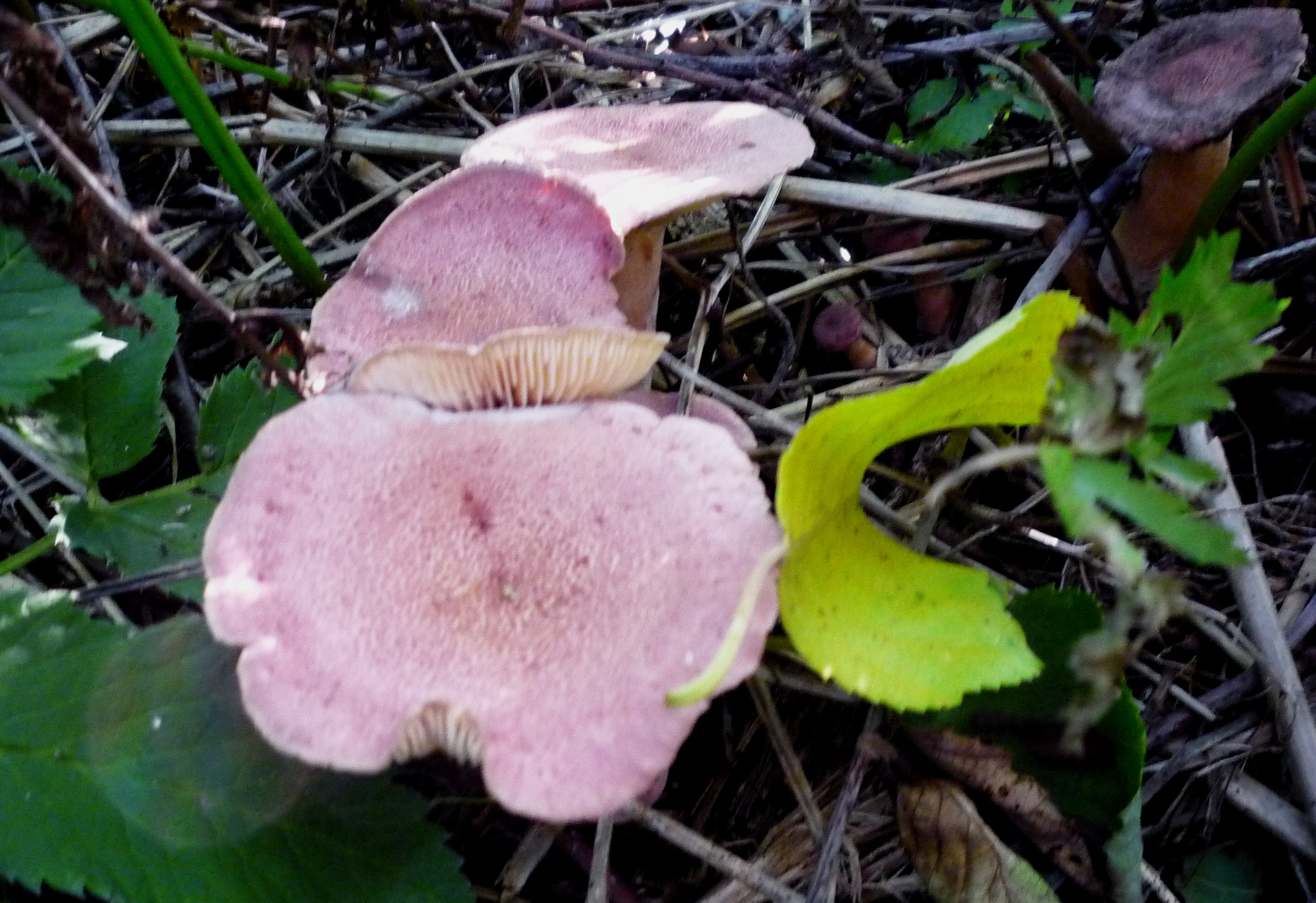

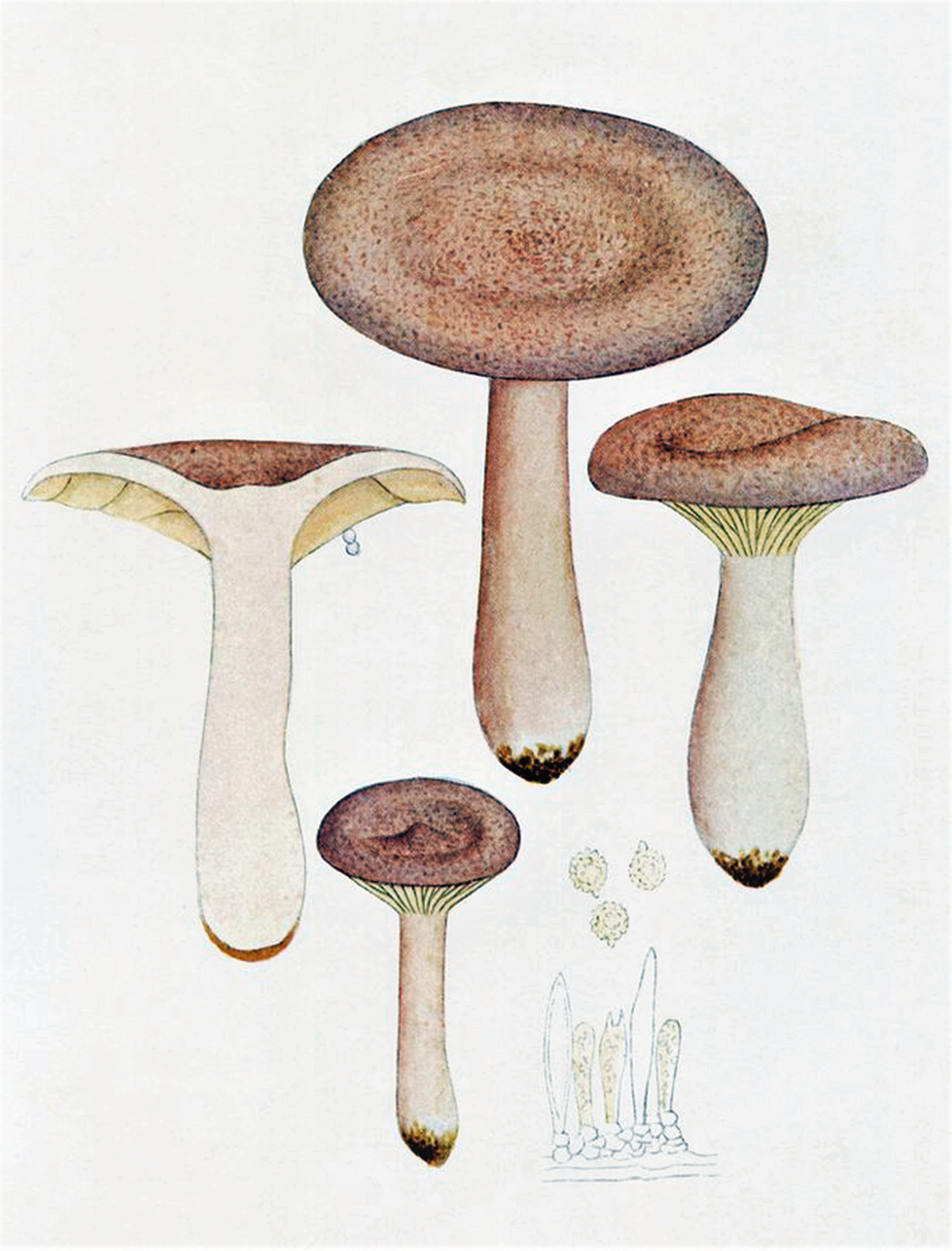

Mleczaj liliowy, mleczaj fioletowy (Lactarius lilacinus Fr.) – gatunek grzybów należący do rodziny gołąbkowatych (Russulaceae).

## Systematyka i nazewnictwo
Pozycja w klasyfikacji według Index Fungorum: Lactarius, Russulaceae, Russulales, Incertae sedis, Agaricomycetes, Agaricomycotina, Basidiomycota, Fungi.
Po raz pierwszy opisał go w 1838 r. Elias Fries i nadana przez niego nazwa naukowa jest aktualna. Ma 9 synonimów. Niektóre z nich:
- Lactarius lilacinus subsp. eulilacinus Singer 1942
- Lactarius lilacinus subsp. mitificus (Britzelm.) Singer 1942
- Lactarius lilacinus var. minor Killerm. 1933
- Lactarius lilacinus var. mitificus (Britzelm.) Killerm. 1933[2].

Barbara Gumińska i Władysław Wojewoda w 1983 r. nadali mu polską nazwę mleczaj fioletowy, W. Wojewoda w 2003 r. zarekomendował nazwę mleczaj liliowy

## Morfologia
Kapelusz
Średnica 3–8, rzadko do 10 cm, początkowo niemal płaski, potem z zagłębieniem na środku. Powierzchnia sucha, matowa, delikatnie filcowata, lub kosmkowato-łuseczkowata. Kosmki przylegające. Zwykle jest jednobarwna, ametystowoliliowa, mięsistoliliowa lub srebrzysto-szaro-liliowa, czasami z jedną, ciemniejszą, koncentryczną pręgą, z wiekiem jaśniejąca i u starszych okazów różowoszara. Brzeg przez długi czas słabo podwinięty.
Blaszki
Z międzyblaszkami, przyrośnięte lub nieco zbiegające, rzadkie, czasami przy trzonie rozwidlające się, wąskie, początkowo brudno-cielisto-żółtawe, potem jasnoochrowe z pomarańczowym odcieniem.
Trzon
O wysokości 4–7 cm i grubości 0,4–0,8 cm, walcowaty, kruchy, początkowo pełny, w stanie dojrzałym pusty. Powierzchnia ochroworóżowawa z liliowym lub pomarańczowobrązowym odcieniem, w górnej części ziarenkowato-kosmkowata i jasnoochrowa.
Miąższ
Cienki, w kapeluszu o barwie od białawej bladoliliowej, w trzonie brudnoochrowy, w smaku początkowo łagodny, ale po dłuższym czasie piekący. Mleczko wydziela się słabo, jest wodnistobiałe, a zasychając tworzy szarozielonkawe grudki. Ma słaby zapach, w eksykatach podobny do zapachu cykorii.
Wysyp zarodników
W zależności od wieku owocników o barwie od białawej do kremowej.
Cechy mikroskopowe
Zarodniki 7,5–8,5 × 6–7 µm, o kształcie od elipsoidalnego do kulistego, pokryte drobnymi brodawkami i cienki, łączącymi je listewkami tworzącymi na powierzchni delikatną siateczkę. Podstawki 40–50 × 8–10 µm. Cystydy rzadkie, przy czym cheilocystydy liczniejsze od pleurocystyd, wrzecionowate, 30–50 × 5–7 µm.
Gatunki podobne
Bywa mylony z mleczajem łuseczkowatym (Lactarius spinosulus), który rośnie w sąsiedztwie olsz, ale także brzóz i świerków. Odróżnia się ornamentacją zarodników; ma znacznie grubsze i bardziej równoległe listewki łączące brodawki. Odróżnia się także barwą; w stanie suchym ma kapelusz fioletowokarminoworóżowy, w stanie wilgotnym jest ciemniejszy, ponadto ma powierzchnię bardziej łuseczkowatą.

## Występowanie i siedlisko
Najwięcej stanowisk podano w Europie i jest tu szeroko rozprzestrzeniony, Poza Europą podano tylko pojedyncze stanowiska w Ameryce Północnej, Afryce i Azji. W Polsce w 2003 r. W. Wojewoda przytoczył ponad 20 stanowisk, w późniejszych latach podano następne. Najbardziej aktualne stanowiska podaje internetowy atlas grzybów. Na Czerwonej liście roślin i grzybów Polski ma status gatunku rzadkiego – potencjalnie zagrożonego z powodu ograniczonego zasięgu geograficznego i małych obszarów siedliskowych.
Naziemny grzyb mykoryzowy. Występuje w lasach, głównie pod olszami, zwłaszcza olszą szarą, przeważnie w sąsiedztwie ich pni i pniaków, szczególnie na wilgotnych miejscach. Często występuje małymi kępkami lub w dużych grupach.